# 水鳥站

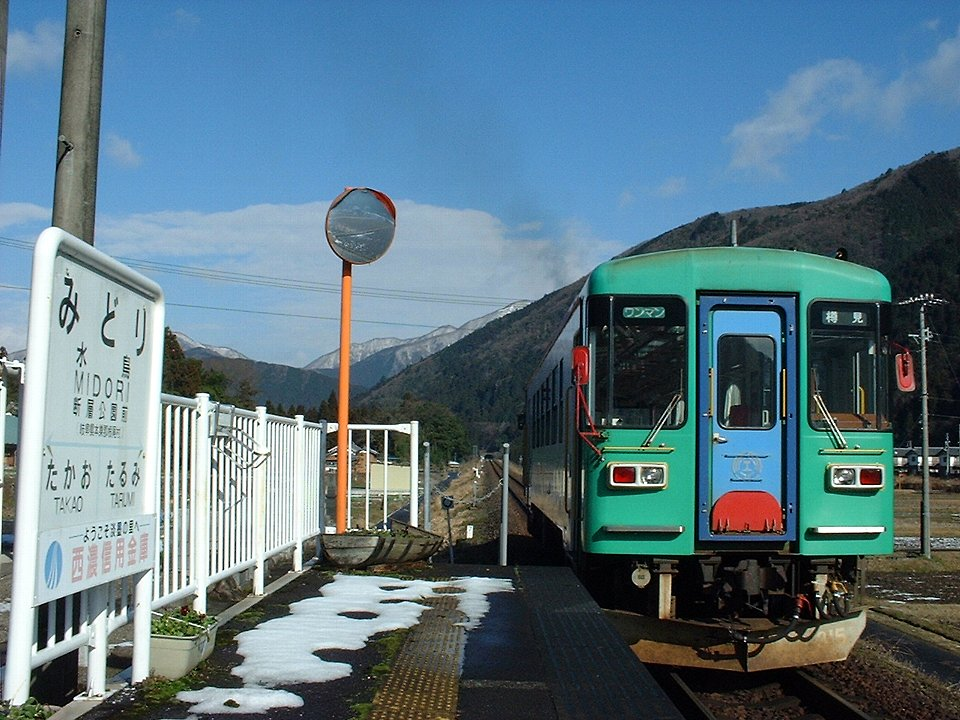
月台北望

水鳥站（日语：／ Midori eki */?）是位於岐阜縣本巢市根尾水鳥，樽見鐵道的樽見線車站。車站編號為「TR18」。

## 歷史
- 1989年（平成元年）3月25日 - 樽見線 神海站至樽見站之間開通，此站啟用[1]。
- 1991年（平成3年）10月18日 - 為了臨時列車從JR駛入，月台延長25米至110米[2]。

## 車站構造
樽見線在延長至樽見時新建的車站。
車站是一座地面車站，設有1面1線的單式月台。此站是無人車站，沒有車站大樓，月台側只有小型候車室。車站入口附近設有簡單的廁所。

## 車站周邊
- 根尾谷斷層（特別自然紀念物） 部分斷層露頭在建設樽見線時被破壞[3]。
- 地震斷層觀察館·體驗館（日语：地震断層観察館・体験館）[1]
- 咖啡店（地震震級8.0）
- 國道157號（日语：国道157号）[1]

## 相鄰車站
樽見鐵道
樽見線
普通
高尾（TR17）－水鳥（TR18）－樽見（TR19）
上行尾班列車
通過

## 註腳
1. 1 2 3  曾根悟（監修）. 朝日新聞出版分冊百科編集部（編集） , 编. . 週刊朝日百科. 26号 長良川鉄道・明知鉄道・樽見鉄道・三岐鉄道・伊勢鉄道. 朝日新聞出版. 2011-09-18 （日语）.
2. ↑  樽見鉄道社史編集委員会/編 (编). . 樽見鐵道株式會社. 1994-10 （日语）.
3. ↑  「地震学の原点 鉄道建設で迫る破壊 保存へ学者立ち上がる 根尾谷断層。」朝日新聞東京本社朝刊 1974年6月26日18頁。